# Song nha kép
Song nha hai lần kép hay còn gọi manh tràng (danh pháp khoa học: Bidens bipinnata) là một loài thực vật có hoa trong họ Cúc. Loài này được L. miêu tả khoa học đầu tiên năm 1753.
Có bộ phận được sử dụng làm thuốc kích dục cho phụ nữ.